# Colette Audry
Colette Audry (* 6. Juli 1906 in Orange; † 20. Oktober 1990 in Issy-les-Moulineaux) war eine französische Schriftstellerin, Dramaturgin und Drehbuchautorin.

## Leben
Colette Audry war die Großnichte des französischen Staatspräsidenten Gaston Doumergue. Sie wurde zunächst Agrégé de lettres und unterrichtete zunächst zwischen 1930 und 1936 am Lycée Jeanne d’Arc in Rouen, wo sie im Lehrerkollegium Simone de Beauvoir kennenlernte. Bevor sie schließlich als Verfasserin von Romanen, Drehbüchern und Dramen an die Öffentlichkeit trat, war sie Gymnasiallehrerin am Lycée Molière in Paris. Von 1939 bis zur Scheidung 1945 war sie mit dem Literaturwissenschaftler Robert Minder verheiratet, mit dem sie einen Sohn hatte. Gemeinsam mit ihrem damaligen Mann unterstützte sie 1940 den Schriftsteller Alfred Döblin während dessen Flucht durch Südwest-Frankreich vor den herannahenden deutschen Truppen.
Zwischen 1945 und 1955 war Colette Audry Mitarbeiterin von Jean-Paul Sartres Zeitschrift Les Temps Modernes. Als Drehbuchautorin arbeitete sie mit René Clément (La bataille du rail, 1946) und mit ihrer Schwester Jacqueline Audry (Les Malheurs de Sophie, 1946; Olivia, 1951 und Fruits amers, 1967) zusammen. Für den Roman Derrière la baignoire (Hinter der Badewanne) erhielt sie 1962 den Prix Médicis. Die Erzählung Der Zug war pünktlich von Heinrich Böll übersetzte Colette Audry 1954 ins Französische.
Als Politikerin vertrat sie sozialistische und feministische Positionen und war u. a. Mitarbeiterin von François Mitterrand.